# Der Regenbogen (Film)
Der Regenbogen (The Rainbow) ist ein britisches Filmdrama aus dem Jahr 1989. Regie führte Ken Russell, der das Drehbuch zusammen mit Vivian Russell anhand des gleichnamigen Romans von D. H. Lawrence aus dem Jahr 1915 schrieb.

## Handlung
Die Handlung spielt in England am Anfang des 20. Jahrhunderts. Die Tochter vermögender Landwirte Ursula Brangwen wird einer strengen Erziehung unterzogen. Sie freundet sich mit der Turnlehrerin Winifred Inger an, mit der sie eine lesbische Beziehung eingeht. Später zieht sie nach London, wo sie als Lehrerin arbeitet. Dort hat sie eine Affäre mit dem bereits früher kennengelernten Anton Skrebensky. Ihr Liebhaber wird als Soldat in Indien eingesetzt. Brangwen stellt fest, dass sie schwanger ist und wird benachrichtigt, dass Skrebensky in Indien eine andere Frau heiratete.

## Kritiken
Roger Ebert schrieb in der Chicago Sun-Times vom 2. Juni 1989, die Romanvorlage und derer Fortsetzung Women in Love würden eine strikt geordnete Klassengesellschaft beschreiben, in der die jungen Heldinnen es ablehnen würden, ihr Leben durch die Klassenzugehörigkeit und ihr Geschlecht bestimmen zu lassen. Der „bilderstürmerische“ Regisseur – bekannt für Filme wie Tommy – habe bereits im Jahr 1969 den Nachfolgeroman verfilmt. Die jetzige Arbeit sei eine „bemessene, bedachte Literaturverfilmung“, die zeige, dass Russell an die Botschaft des Romanautors glaube. Sie gebe den „Schmerz“ und den „Zorn“ des Romans wieder und spreche den Zuschauer von Heute an.
Die Zeitschrift prisma schrieb, das „etwas kitschige Melodram“ würde „vor authentischen Kulissen und einer wunderbaren Landschaft“ gedreht.
Wolfgang Brenner schrieb in der Zeitschrift tip, der Film sei ein „hyperromantisches Alterstraktat mit Weichzeichnersex“.

## Auszeichnungen
Ken Russell wurde im Jahr 1989 für den Goldenen St. Georg des Internationalen Filmfestivals Moskau nominiert.

## Hintergründe
Der Film wurde in Cumbria (England) gedreht. Er spielte in den Kinos der USA ca. 444 Tsd. US-Dollar ein.